# المشبح (قفل شمر)

تعديل مصدري - تعديل

المشبح هي إحدى قرى عزلة المخلاف بمديرية قفل شمر التابعة لمحافظة حجة، بلغ تعداد سكانها 101 نسمة حسب تعداد اليمن لعام 2004.